# Торе-сюр-Уш
Торе́-сюр-Уш (фр. Thorey-sur-Ouche) — коммуна во Франции, находится в регионе Бургундия. Департамент коммуны — Кот-д’Ор. Входит в состав кантона Блиньи-сюр-Уш. Округ коммуны — Бон.
Код INSEE коммуны — 21634.

## Население
Население коммуны на 2010 год составляло 153 человека.
| 1962 | 1968 | 1975 | 1982 | 1990 | 1999 | 2010 |
| ---- | ---- | ---- | ---- | ---- | ---- | ---- |
| 193  | 166  | 132  | 129  | 121  | 116  | 153  |

## Экономика
В 2010 году среди 102 человек трудоспособного возраста (15—64 лет) 73 были экономически активными, 29 — неактивными (показатель активности — 71,6 %, в 1999 году было 61,4 %). Из 73 активных жителей работали 64 человека (34 мужчины и 30 женщин), безработных было 9 (5 мужчин и 4 женщины). Среди 29 неактивных 4 человека были учениками или студентами, 10 — пенсионерами, 15 были неактивными по другим причинам.